# Carvalhos (kommun)
Carvalhos är en kommun i Brasilien.   Den ligger i delstaten Minas Gerais, i den sydöstra delen av landet, 800 km sydost om huvudstaden Brasília. Antalet invånare är 4 555. Arean är 283 kvadratkilometer.
Terrängen i Carvalhos är kuperad.
Omgivningarna runt Carvalhos är huvudsakligen savann. Runt Carvalhos är det glesbefolkat, med 10 invånare per kvadratkilometer.